# Cysteorrhacha
Cysteorrhacha is een geslacht van wantsen uit de familie van de Miridae (blindwantsen). Het geslacht werd voor het eerst wetenschappelijk beschreven door George Willis Kirkaldy in 1908.

## Soorten
Het genus bevat de volgende soort:

- Cysteorrhacha cactifera (Kirkaldy, 1908)